# Mojie
Mojie (kinesiska: 磨街, 磨街乡) är en socken i Kina. Den ligger i provinsen Henan, i den centrala delen av landet, omkring 82 kilometer sydväst om provinshuvudstaden Zhengzhou. Antalet invånare är 23577. Befolkningen består av 11 186 kvinnor och 12 391 män. Barn under 15 år utgör 23,0 %, vuxna 15-64 år 68 %, och äldre över 65 år 7,0 %.
Genomsnittlig årsnederbörd är 665 millimeter. Den regnigaste månaden är september, med i genomsnitt 131 mm nederbörd, och den torraste är december, med 4 mm nederbörd.